# Угода між Україною і Російською Федерацією про статус та умови перебування ЧФ РФ на території України
Угода між Україною і Російською Федерацією про статус та умови перебування Чорноморського флоту Російської Федерації на території України (рос. Соглашение между Российской Федерацией и Украиной о статусе и условиях пребывания Черноморского флота Российской Федерации на территории Украины) — міждержавна угода між Україною та Росією стосовно умов перебування російського Чорноморського флоту на військовій базі у місті Севастополі, підписана 28 травня 1997 року.

## Сутність
Відповідно до угоди основною базою Чорноморського флоту Росії є місто Севастополь. Крім того, відповідно до Угоди про параметри поділу Чорноморського флоту за Чорноморським флотом РФ лишається право користування 31-им випробувальним центром у місті Феодосії, аеропортом Гвардійське, військовим санаторієм «Ялта», 830-им постом зв'язку та ретрансляції у місті Ялті, 1001-им пунктом високочастотного зв'язку у селі Прибережному та 2436-им складом ракетного палива на станції Мамут. Термін дії угоди становив 20 років з дати початку її тимчасового застосування та може бути автоматично пролонгований на п'ятирічні періоди за відсутності письмового повідомлення від однієї зі сторін про припинення дії угоди.
Угоду було підписано у Києві 28 травня 1997 року прем'єр-міністрамим України та Росії Павлом Лазаренком та Віктором Черномирдіним. Угода ратифікована Верховною Радою України 24 березня та Радою Федерації 25 червня 1999 року.

## Пролонгація
21 квітня 2010 року у Харкові Президенти України та Росії Віктор Янукович та Дмитро Медведєв підписали так звані Харківські угоди, відповідно до яких термін перебування Чорноморського флоту Росії у Криму подовжувався на 25 років з 28 травня 2017 року з автоматичною пролонгацією на п'ятирічні терміни за відсутності письмової відмови однієї зі сторін угоди.
28 квітня Рада Федерації ратифікувала угоду про подовження терміну перебування флоту у Севастополі. 27 квітня угоду ратифікувала й Верховна Рада; під час пленарного засідання парламенту між представниками опозиційних та провладних партій відбувалися сутички. У день ратифікації Харківських угод у центрі Києва виникли сутички між прихильниками опозиції, які виступали проти підписання угоди, правоохоронцями.
Від опозиційних політиків лунали заклики в односторонньому порядку денонсувати Угоду, зокрема, під час Кримської кризи. 19 червня 2013 року проєкт закону про денонсацію Угоди підтримали 152 народні депутати; 21 березня 2014 року у Верховній Раді повторно було зареєстровано закон про денонсацію Харківських угод.

## Денонсація
Після анексії Криму Росією Рада Федерації РФ 1 квітня 2014 року в односторонньому порядку денонсувала Угоду про перебування Чорноморського флоту РФ на території України.